# Сент-Китс и Невис на Олимпийских играх
Сент-Китс и Невис впервые приняли участие в летней Олимпиаде 1996 года. Страна никогда не принимала участие в Зимних Олимпийских играх. Сент-Китс и Невис никогда не выигрывали медали, в соревнованиях принимают участие только легкоатлеты.